# بيل إيتون
بيل إيتون (بالإنجليزية: Bill Eaton)‏ هو سياسي أسترالي، ولد في 29 نوفمبر 1931 في أستراليا، وتوفي في 22 مايو 2011 في كيرنز في أستراليا. حزبياً، نشط في حزب العمال الأسترالي. وقد انتخب عضو المجلس التشريعي ولاية كوينزلاند.